# Maniola janira
Maniola janira är en fjärilsart som beskrevs av Carl von Linné 1758. Maniola janira ingår i släktet Maniola och familjen praktfjärilar. Inga underarter finns listade i Catalogue of Life.